# 交響曲第66番 (ハイドン)
交響曲第66番 変ロ長調 Hob. I:66 は、フランツ・ヨーゼフ・ハイドンが作曲した交響曲。

## 概要
作曲年代は明らかでないが、本作、第67番、第68番の3曲は、1779年の秋にヨハン・ユリウス・フンメル（有名な作曲家のヨハン・ネポムク・フンメルとは無関係）によって、第3楽章を除いた形で「作品15」として出版されており、それ以前の作品である。ケルンのヨーゼフ・ハイドン研究所（Joseph Haydn-Institut）が編纂する「ヨーゼフ・ハイドン全集」（JHW=Joseph Haydn Werke）では、1775年から1776年頃の作品とされる。

## 編成
オーボエ2、ファゴット2、ホルン2、弦五部。

## 曲の構成
全4楽章、演奏時間は約20分。
- 第1楽章 アレグロ・コン・ブリオ
変ロ長調、4分の4拍子、ソナタ形式。
第1主題は第62番の第1楽章と同様の下降分散和音による。

- 第2楽章 アダージョ
ヘ長調、4分の3拍子、ソナタ形式。
弱音器をつけたヴァイオリンによる静かな音楽で、提示部の終わりあたりで第1ヴァイオリンによるG線の開放弦ピッツィカートが1音だけ現れる。展開部の後半は突然  の全奏になる。

- 第3楽章 メヌエット - トリオ
変ロ長調、4分の3拍子。
付点つき音符によるはずんだ音楽と、落ち着いたトリオが対照的である。

- 第4楽章 フィナーレ：スケルツァンド・エ・プレスト
変ロ長調、4分の2拍子、ロンド形式。

高速なフィナーレであるが、最初の挿入エピソードではフェルマータによって突然音楽が減速する。